# Stenostygnoides cosmetitarsus
Stenostygnoides cosmetitarsus – gatunek kosarza z podrzędu Laniatores i rodziny Stygnidae. Jedyny znany przedstawiciel monotypowego rodzaju Stenostygnoides.

## Występowanie
Gatunek wykazany z Surinamu.